# Johnny Woodly
Johnny Mauricio Woodly Lambert (San José, 27 de julio de 1980) es un exfutbolista costarricense que jugó como delantero y su último equipo fue el Municipal Garabito.

## Clubes
| Club                      | País        | Año         |
| ------------------------- | ----------- | ----------- |
| Club Sport Cartaginés     | Costa Rica  | 2000-2001   |
| Municipal Osa             | Costa Rica  | 2001-2002   |
| A.D Santa Bárbara         | Costa Rica  | 2002-2003   |
| A.D Carmelita             | Costa Rica  | 2004        |
| Brujas FC                 | Costa Rica  | 2004        |
| A.D Carmelita             | Costa Rica  | 2005        |
| Miramar Misiones          | Uruguay     | 2005        |
| A.D Carmelita             | Costa Rica  | 2006        |
| Brujas FC                 | Costa Rica  | 2006        |
| Alianza FC                | El Salvador | 2007        |
| San Carlos                | Costa Rica  | 2008        |
| Chongqing Lifan           | China       | 2009-2010   |
| Changchun Yatai           | China       | 2010-2011   |
| Dalian Aerbin             | China       | 2011 - 2012 |
| Xinjiang Tianshan         | China       | 2012-2014   |
| A.D Carmelita             | Costa Rica  | 2015        |
| CSD Municipal             | Guatemala   | 2015-2016   |
| L.D Alajuelense           | Costa Rica  | 2016-2017   |
| A.D San Carlos            | Costa Rica  | 2017        |
| Municipal Grecia          | Costa Rica  | 2017 - 2018 |
| C.S Cartaginés            | Costa Rica  | 2018        |
| Universidad de Costa Rica | Costa Rica  | 2019        |
| CD Barrio México          | Costa Rica  | 2019-2020   |
| Municipal Garabito        | Costa Rica  | 2021        |

## Palmarés

### Títulos nacionales
| Título           | Club          | País  | Año  |
| ---------------- | ------------- | ----- | ---- |
| Super Liga China | Dalian Aerbin | China | 2011 |